# Biomusique
La biomusique est une forme de musique expérimentale qui traite de sons créés ou interprétés par des non-humains. La définition est parfois élargie pour inclure les sons créés par les humains d'une manière directement biologique. Par exemple, la musique créée par les ondes cérébrales du compositeur peut également être qualifiée de biomusique, tout comme la musique créée par le corps humain sans l'utilisation d'outils ou d'instruments qui ne font pas partie du corps (le chant ou la vocalisation sont généralement exclus de cette définition).
La biomusique peut être divisée en deux catégories principales : la musique créée uniquement par l'animal (ou dans certains cas par la plante) et la musique basée sur des bruits d'animaux mais arrangée par un compositeur humain. Certaines formes de musique utilisent des sons enregistrés de la nature comme partie intégrante de la musique. Par exemple, la musique new age utilise les sons de la nature comme arrière-plan pour divers paysages sonores musicaux, et l'ambient utilise parfois des sons de la nature modifiés par des réverbérations et des unités de retard pour créer des versions planantes des sons de la nature comme partie intégrante de l'ambiance. 

## Biomusique cybernétique
En 1975, Ned Lagin, collaborateur du groupe Grateful Dead, sort un album de musique planante expérimentale intitulé Seastones sur Round Records ; il a décrit l'enregistrement comme de la « biomusique cybernétique », mettant l'accent sur l'utilisation d'ordinateurs et de synthétiseurs pour créer des sons organiques-impressionnistes et des sensations méditatives. L'album est l'un des premiers enregistrements commerciaux à utiliser des ordinateurs numériques et le synthétiseur polyphonique numérique Buchla.
Entre 2004 et 2007, Pete Townshend a collaboré avec le compositeur Lawrence Ball et le programmeur Dave Snowdon pour mettre en place un projet appelé The Lifehouse Method, un site web où les candidats pouvaient « s'asseoir » pour un portrait musical électronique composé à partir des données qu'ils saisissaient sur le site. Le 23 avril 2007, Ball publie un album double sur iTunes intitulé Method Music - Imaginary Sitters, Imaginary Galaxies qui fait partie du projet musical Lifehouse Method de Pete Townshend. 